# Lisa Taraki
Lisa Taraki (en árabe: ليزا تراكي‎, en persa: لیزا تاراکی‎; 1948) es una periodista, profesora y socióloga palestina nacida en Afganistán. 

## Trayectoria
Su madre es estadounidense y su padre afgano. Después de terminar la escuela secundaria en Kabul, viajó a los Estados Unidos, donde vivió cerca de diez años. Estudió sociología en la Mills College en California y continuó sus estudios en la Universidad Estatal de Nueva York en Buffalo (University at Buffalo) donde obtuvo un Ph.D. en 1982.En sus años en Estados Unidos entró en contacto con el movimiento pacifista liderado por estudiantes contra la guerra de Vietnam y con estudiantes iraníes que se oponían al régimen del Sha en Irán. Durante sus estudios de doctorado conoció a George Giacaman, un estudiante palestino, con quien se casó. En 1976, decidieron mudarse a Ramallah y ella aceptó un puesto en la Universidad Birzeit en Cisjordania Es profesora asociada de sociología en la Universidad Birzeiten Cisjordania y ex decana de sus estudiantes de posgrado.
Es cofundadora del Instituto de Estudios de la Mujer de la universidad y directora fundadora del programa de doctorado en ciencias sociales en la Universidad de Birzeit. Taraki también es cofundadora de la Campaña Palestina para el Boicot Académico y Cultural a Israel (PACBI). Esta campaña que encabezada por el movimiento BDS y aboga por boicots académicos y culturales a Israel hasta que estos dejen de vulnerar los derechos humanos de los palestinos. También ha sido directora del consejo de administración de Al Haq.
Inicialmente, el idioma de instrucción de su universidad era el inglés, pero a medida que aumentaron los llamados a la arabización, se impartieron más cursos en árabe y ella tuvo que aprender el idioma. 
A principios de la década de 1980, comenzó el activismo estudiantil por la liberación palestina. En respuesta, Israel emitió la Orden Militar 854 en 1980, una adaptación de una ley de educación jordana, que sometía completamente la educación superior al régimen militar. Israel comenzó a ejercer control sobre la admisión de estudiantes, los planes de estudios y el empleo en las universidades palestinas. Además, los profesores internacionales se vieron obligados a firmar un documento que condenaba a la OLP como organización terrorista para obtener permisos de trabajo de las autoridades israelíes.
La solución que se les ocurrió a Taraki y sus colegas fue firmar el documento pero simplemente eliminar el artículo 18, la parte sobre la OLP. Finalmente, el orden militar fue congelado en 1982 debido a la resistencia de la universidad y a las campañas de solidaridad internacional. Muchos de los estudiantes de Birzeit fueron detenidos por el ejército israelí y la universidad fue cerrada varias veces. Taraki se convirtió en activista y se involucró en el movimiento legal para sacar a los estudiantes de prisión. Cuando Birzeit cerró, ella y sus colegas enseñaban en iglesias, mezquitas, casas particulares o apartamentos alquilados. Cuando comenzó la Primera Intifada en 1987, la universidad de Birzeit estuvo cerrada durante cuatro años.
En 1994, Taraki cofundó el programa de Estudios de la Mujer en Birzeit, el primero de su tipo en Asia occidental. En 2015, ayudó a lanzar el programa de doctorado en estudios sociales en Birzeit, el primero de su tipo en una universidad palestina.Taraki tiene un hijo. 
En 2002, Taraki se involucró en la campaña para boicotear a Israel. Esto la llevó a cofundar PACBI en 2004, del cual surgió el movimiento BDS liderado por palestinos al año siguiente. El movimiento pide amplios boicots e iniciativas de desinversión contra Israel, similares a las aplicadas a Sudáfrica en la era del apartheid, hasta que Israel cumpla con lo que el movimiento denomina obligaciones de Israel según el derecho internacional. También forma parte del consejo asesor de la Campaña Estadounidense para el Boicot Académico y Cultural a Israel (USACBI).

## Carrera académica
La investigación de Taraki se ha centrado en la historia social urbana, el movimiento nacional palestino, el género en el Medio Oriente y los sistemas de justicia informales.
Taraki es el editor de Living Palestina: Family Survival, Resistance, and Mobility under Occupation, publicado en 2006, una colección de ensayos de investigación sobre la vida cotidiana de los palestinos que viven bajo ocupación. El libro se basa en datos de una encuesta de 2.000 hogares palestinos en 19 comunidades de Cisjordania y Gaza realizada en el verano de 1999. El libro recibió una reseña favorable de Annelies Moors, quien escribió que "[e]stas contribuciones apuntan a los conocimientos que se pueden obtener de las encuestas de hogares cuando se incluyen preguntas sensibles al género sobre trabajo, educación, matrimonio, etc.". Maya Rosenfeld consideró que el libro era "una adición oportuna al inquietantemente escaso cuerpo de investigación académica sobre la sociedad palestina" durante la fase actual de la ocupación militar israelí.

## Publicaciones

### Libros
- Palestinian Society: Contemporary Realities and Trends. Women's Studies Program, Birzeit University. 1997.
- Living Palestine: Family Survival, Resistance, and Mobility under Occupation. Syracuse University Press. 2006. ISBN 978-0-8156-3107-1.

### Capítulos
- Naseer Aruri, ed. (1989). «Mass Organizations in the West Bank». Occupation: Israel Over Palestine. Belmont, MA: AAUG Press. pp. 431-463.
- Jamal Raji Nassar; Roger Heacock, eds. (1990). «The development of political consciousness among Palestinians in the Occupied Territories». Intifada: Palestine at the Crossroads. Praeger. ISBN 978-0-275-93411-8.

### Artículos
- Taraki, Lisa (2008). «Enclave Micropolis: The Paradoxical Case of Ramallah/al-Bireh». Journal of Palestine Studies 37 (4): 6-20. ISSN 0377-919X. doi:10.1525/jps.2008.37.4.6.
- Taraki, Lisa (2015). «Higher Education, Resistance, and State Building in Palestine». International Higher Education (18). ISSN 2372-4501. doi:10.6017/ihe.2000.18.6857.
- «Review: Even-Handedness and the Palestinian-Israeli/Israeli-Palestinian "Conflict"». Contemporary Sociology 35 (5): 449-453. 2016. ISSN 0094-3061. doi:10.1177/009430610603500503.
- Taraki, Lisa (1989). «The Islamic Resistance Movement in the Palestinian Uprising». Middle East Report (156): 30-32. ISSN 0899-2851. doi:10.2307/3012813.
- Taraki, Lisa (1995). «Islam Is the Solution: Jordanian Islamists and the Dilemma of the 'Modern Woman'». The British Journal of Sociology 46 (4): 643-661. ISSN 0007-1315. PMID 7493154. doi:10.2307/591576.
- «In the Service of Oppression and Militarism: the Complicity of Israeli Universities in the Structures of Domination and State Violence». World Congress for Middle Eastern Studies. July 19–24, 2010.